# Centrotoclytus dubius
Centrotoclytus dubius är en skalbaggsart som beskrevs av Aurivillius 1925. Centrotoclytus dubius ingår i släktet Centrotoclytus och familjen långhorningar.
Artens utbredningsområde är Brunei. Inga underarter finns listade.